# Макензен, Ганс Георг фон
Ганс Георг фон Макензен (нем. Hans Georg von Mackensen; 26 января 1883, Берлин — 28 сентября 1947, Констанц) — немецкий государственный деятель. Капитан (1919). Группенфюрер СС (1942).

## Биография

### Образование
- проходил обучение в Гренобльском, Мюнхенском, Кильском и Лейпцигском университетах. Доктор права.

### Карьера в армии
- начал свою службу в 1901 году в звании фанен-юнкер, а уже в 1903 году был произведен в лейтенанты.
- с 1905 по 1919 год был адъютантом принца Августа-Вильгельма Прусского. В 1919 году вышел в отставку в звании капитана, в этом же году поступил на службу в Имперское министерство иностранных дел.

### Карьера в МИД
- в 1920 году — секретарь посольства в Копенгагене, затем с 1922 года — в Центральном аппарате германского МИДа.
- в 1923 году — советник посольства в Ватикане, с 1926 года — советник посольства в Брюсселе, с 1929 советник посольства в Албании
- затем с 1930 по 1931 год вновь на службе в Центральном аппарате Имперского министерства иностранных дел. С 1931 по 1933 советник посольства в Мадриде.
- с 1933 по 1937 год — посланник в Будапеште, в 1937 году был снят с поста и назначен статс-секретарём Имперского Министерства иностранных дел.
- с 1938 года — посол в Италии, оставался на данной должности до самого падения режима Муссолини. Затем в отставке.